# Piper mollipilosum
Piper mollipilosum är en pepparväxtart som beskrevs av C. Dc.. Piper mollipilosum ingår i släktet Piper och familjen pepparväxter. Inga underarter finns listade i Catalogue of Life.